# Język gela
Język gela (nggela) – język austronezyjski z Wysp Salomona (Prowincja Centralna). Według danych z 1999 r. posługiwało się nim blisko 12 tys. osób.
Jego użytkownicy zamieszkują Nggela/Florida Islands, Guadalcanal i Savo. Występują trzy dialekty: Small Nggela (Nggela Pile), Big Nggela (Central Gela, Nggela Sule), Sandfly (Mboko ni mbeti).
Był wykorzystywany jako lingua franca w działalności misjonarskiej.